# Pierre Loti
Louis-Marie-Julien Viaud, conocido como Pierre Loti (Rochefort, Charente Marítimo, 14 de enero de 1850-Hendaya, Pirineos Atlánticos, 10 de junio de 1923), fue un escritor francés y oficial de la Marina Francesa, autor de novelas de estilo impresionista. Fue elegido miembro de la Academia Goncourt en 1883 y miembro de la Academia Francesa en 1891. Fue enterrado en la isla de Oleron.

## Biografía
Nacido en un medio modesto, alimentó desde niño la ambición de ser marino. En 1867 inició una carrera de oficial que duró más de cuarenta años, y de la que se retiró con el grado de capitán de navío tras haber participado en la Primera Guerra Mundial.
Hay una ópera basada en su obra semiautobiográfica Madame Chrysanthème (1887), con música de André Messager según un libreto de Georges Hartmann y Alexandre André. Se estrenó en el Théâtre de la Renaissance en París el 21 de enero de 1893.
También Lakmé, una ópera en tres actos con música de Léo Delibes y libreto en francés de Edmond Gondinet y Philippe Gille, está basada en una obra de Loti, la novela Rarahu ou Le Mariage de Loti (Rarahu o El matrimonio de Loti).
La ópera Madama Butterfly de Giacomo Puccini, con libreto en italiano de Giuseppe Giacosa y Luigi Illica, está basada parcialmente en su novela Madame Chrysanthème. Puccini basó también su ópera en parte en el cuento Madame Butterfly (1898), de John Luther Long.

## Obras
- Aziyadé (1879)
- Rarahu  ou Le Mariage de Loti (1880)
- Le Roman d'un Spahi (1881) Primera novela publicada bajo el seudónimo Pierre Loti.
- Fleurs d'Ennui (1882)
- Mon Frère Yves (1883)
- Les Trois Dames de la Kasbah (1884)
- Pêcheur d'Islande (1886)
- Madame Chrysanthème (1887)
- Propos d'Exil (1887)
- Japoneries d'Automne (1889)
- Au Maroc (1890)
- Le Roman d'un Enfant (1890)
- Le Livre de la Pitié et de la Mort (1891)
- Fantôme d'Orient (1892)
- L'Exilée (1893)
- Matelot (1893)
- Le Désert (1895)
- Jérusalem (1895)
- La Galilée (1895)
- Ramuntcho (1897)
- Figures et Choses qui passaient (1898)
- Judith Renaudin (1898)
- Reflets de la Sombre Route (1899)
- Les Derniers Jours de Pékin (1902)
- L'Inde sans les Anglais (1903)
- Vers Ispahan (1904)
- La Troisième Jeunesse de Madame Prune (1905)
- Les Désenchantées (1906)
- La Mort de Philae (1909)
- Le Château de la Belle au Bois dormant (1910)
- Un Pèlerin d'Angkor (1912)
- La Turquie Agonisante (1913)
- La Hyène Enragée (1916)
- Quelques Aspects du Vertige Mondial (1917)
- L'Horreur Allemande (1918)
- Prime Jeunesse (1919)
- La Mort de Notre Chère France en Orient (1920)
- Suprêmes Visions d'Orient (1921), escrito en colaboración con su hijo Samuel Viaud.
- Un Jeune Officier Pauvre (1923, póstumo)
- Lettres à Juliette Adam (1924, póstumo)
- Journal Intime (1878-1881) Publicado en 1925 por su hijo Samuel.
- Journal Intime (1882-1885) Publicado en 1929 por su hijo Samuel.
- Correspondence Inédite (1865-1904)

## Obras editadas en castellano
- Novelas [Aziyadé; Fantasma de Oriente; Las desencantadas; Rarahú (El matrimonio de Loti) ; Novela de un spahi; Mi hermano Ivo; Madama Crisantem ; La novela de un niño; Mi primera juventud; Marinero; Pescador de Islandia]; Ramuncho]. Barcelona: Planeta (Col. Clásicos Contemporáneos), 1959; 1961; 1973 (esta última ed.: ISBN 9788432001562)
- Aziyadé extracto de notas y cartas de un teniente de la marina inglesa, Madrid: Núñez Samper, 1923; Barcelona: Cervantes, 1927; Aziyadé, Madrid: Novelas y Cuentos, 1950; Madrid: Prensa y Ediciones Iberoamericanas (Col. Los libros de Doña Berta, 11), 1987 ISBN 9788486568145; Estambul: Amphora Editions, 2009 ISBN 9789944393119
- Novela de un spahi Pescador de Islandia; Ramuncho; Aziyadé, Barcelona: Planeta, 1990; 1991, ISBN 9788432070505
- Pescador de Islandia, Madrid: La Novela Ilustrada, ca. 1910; Barcelona: Cervantes, [1941?]; Barcelona: Bruguera (Col. Club Joven, 82), 1982; Barcelona, Juventud, 1998 ISBN 9788426130925
- El País vasco, José J. de Olañeta, Palma de Mallorca, 2008, ISBN 9788497166065
- Desierto T1-93, José J. de Olañeta, Palma de Mallorca, 2008, ISBN 9788497165426
- Rarahu : El matrimonio de Loti, El Nadir, Valencia, 2007, ISBN 9788493465285
- Madama Crisantemo, Ediciones del viento, La Coruña, 2006, ISBN 9788493477875; RBA, Barcelona, 2018, ISBN 9788491872122
- La isla de Pascua y otros viajes, Abraxas S.L., Barcelona, 2006, ISBN 9788496196612
- Constantinopla fin de siglo, Ediciones de la Tempestad, Barcelona, 2006, ISBN 9788479480677
- Egipto: el fin de una época, Abraxas S.L., Barcelona, 2004, ISBN 9788496196445
- Los últimos días de Pekín, Laertes, Barcelona, 2002, ISBN 9788475844725
- Hacia Hisfahan, Abraxas S.L., Barcelona, 2001, ISBN 9788495536310
- Pagodas de oro, José J. de Olañeta, Palma de Mallorca, 2001, ISBN 9788476519332
- El casamiento de Loti, José J. de Olañeta, Palma de Mallorca, 2001, ISBN 9788476519554
- Supremas visiones de Oriente: hasta 1921, José J. de Olañeta, Palma de Mallorca, 2001, ISBN 9788476519547
- La India sin los ingleses, seguido de fragmentos del diario íntimo (1900), José J. de Olañeta, Palma de Mallorca, 2001, ISBN 9788476519189
- Peregrino de Angkor, seguido de fragmentos del diario íntimo (1901), José J. de Olañeta, Palma de Mallorca, 2000, ISBN 9788476519141

## Sobre Pierre Loti
- Pierre Loti, impresionismo y nostalgia, Esperanza Cobos Castro, Alfinge: Revista de filología, ISSN 0213-1854, N.º 2, 1984 , p. 63-82
- Viajes: Marruecos, Egipto, La India, Persia, Indochina, Jerusalén, El Japón, Pekín, El Desierto, Galilea. Editorial Planeta. Barcelona, España. 1958.

Colección «Clásicos Contemporáneos».
- El soñador errante. De viaje con Pierre Loti, Álex Fraile. La Línea del Horizonte Ediciones (2019).